# 技術協力
技術協力（ぎじゅつきょうりょく）とは、企業や個人が技術や技能を提供し協力することである。通常は対価を受け取るが、ODAなど発展途上国に対する技術協力では無償で行われる場合もある。

## 放送業界における技術協力
企業がテレビやラジオの番組製作に参加することを言う。例えば大型スポーツ中継(市町村対抗駅伝大会、箱根駅伝など）において自局だけでは賄いきれない場合に系列各局に応援要請をして中継車、機材を出して行う事がある。応援要請で来た放送局の技術部の人は数日前から泊りがけで開催地に来てマイクロ回線のテストなどを兼ねて中継車の試走を行いながら本番に備える。また、歌番組においても生中継において中継先の放送局が技術協力する場合もある。

### 番組の技術協力を行っている（いた）企業
- スタジオアルタ
  - かつて『笑っていいとも!』（フジテレビ）の技術協力を行っており、それ以前は『日本全国ひる休み』や『笑ってる場合ですよ!』や『ライオンのいただきます（→ライオンのいただきますII）』の技術協力も行っていた。

- 仙台フォーラス
  - かつて、仙台放送の夕方ワイド番組『夕やけTV編集局』の技術協力を行っていた。

- シーガイア
  - テレビ宮崎は普段『news zero』と『Going!Sports&News』をネットしているが、読売ジャイアンツが宮崎にキャンプで来た時はテレビ宮崎が『すぽると!』でこの施設から裏送り中継を行うことがある。なお、その他にも『西部警察スペシャル』の技術協力も行っていた。

- 日本武道館
  - 毎年8月開催の『24時間テレビ 「愛は地球を救う」』（日本テレビ）の技術協力を行っている（第14・32回を除く）。